# Jesse Rodríguez
Jesse James Rodríguez Franco (* 20. Januar 2000 in San Antonio, Texas) ist ein US-amerikanischer Profiboxer sowie aktueller Weltmeister im Superfliegengewicht (WBC) und Fliegengewicht (WBO/IBF). Er wird vom Ring Magazine auf Rang 4 der Weltrangliste im Fliegengewicht geführt (Stand: April 2023).
Er ist der jüngere Bruder des Boxweltmeisters Joshua Franco.

## Amateurkarriere
Rodríguez begann 2013 mit dem Boxsport, wurde 2015 sowie 2016 US-Juniorenmeister und gewann die Silbermedaille bei der Junioren-Weltmeisterschaft 2015 in Sankt Petersburg, nachdem er erst im Finale gegen Cosmin Gîrleanu unterlegen war.

## Profikarriere
Rodríguez bestritt sein Profidebüt im März 2017 und gewann bis 2022 jeden seiner 14 Kämpfe, davon 10 vorzeitig. Er boxte dabei auf Veranstaltungen von Top Rank und Matchroom, sein Haupttrainer wurde Robert Garcia. Im Januar 2022 unterzeichnete er einen Exklusivvertrag bei Matchroom, welcher im Juni 2022 um einen Mehrjahresvertrag verlängert wurde. Am 5. Februar 2022 hatte er Carlos Cuadras beim Kampf um den vakanten WBC-Weltmeistertitel im Superfliegengewicht einstimmig nach Punkten geschlagen und den Titel am 25. Juni 2022 durch TKO in Runde 8 gegen Srisaket Sor Rungvisai verteidigt.
Nach einer weiteren Titelverteidigung durch einstimmige Entscheidung am 17. September 2022 gegen Israel González, boxte er am 8. April 2023 um den WBO-Weltmeistertitel im Fliegengewicht und wurde mit einem einstimmigen Sieg gegen Cristian Gonzalez Titelträger zweier Gewichtsklassen.
Am 16. Dezember 2023 besiegte er den IBF-Weltmeister Sunny Edwards und vereinte damit zwei der vier bedeutenden WM-Gürtel im Fliegengewicht. Am 29. Juni 2024 boxte er erneut um den WBC-Weltmeistertitel im Superfliegengewicht und gewann durch KO in Runde 7 gegen Juan Estrada. Im November 2024 siegte er in einer Titelverteidigung durch TKO in Runde 3 gegen Pedro Guevara.